# Římskokatolická farnost Vamberk
Římskokatolická farnost Vamberk je územním společenstvím římských katolíků v rychnovském vikariátu královéhradecké diecéze.

## O farnosti

### Historie
Plebánie ve Vamberku existovala již od 14. století. V letech 1712–1713 byl farní kostel sv. Prokopa přestavěn barokně. V jeho hrobce se nacházelo 34 přirozených mumií, které později byly (kvůli poškození krypty, do které začalo zatékat) přeneseny do bývalého kláštera benediktinů v Broumově. V roce 2007 vamberská farnost afilovala zrušenou farnost Potštejn.

#### Duchovních správci
Přehled duchovních správců od nejstarších dob do současnosti:
- 1360 Mikuláš

- 1360–1378 Václav

- 1378–1390 Rameš

- 1390–1391 Henslin

- 1391–1398 Rubin

- 1398–1399 Vojslav

- 1399–1409 Mikuláš

- 1409–1410 Martin z Lazec

- od 1410 Václav

- od 1635 Jiří Slakon

- 1637 Petr Korlinský

- 1644 Jan Osegczký

- 1645 Danyel

- 1649–1653 (?) Jan Křtitel Janovský

- od 1654 Vincenc Petr Scheft

- do 1669 Michael Medek, OPraem. (* asi 1619–1669)

- 1669–1670 Karel Jiří Václav Malý Domažlický de Tulechovi

- 1670–1671 Zachariáš Leopold Bureš

- 1672–1690 Ferdinand Mikoláš Benedikt Wostárek z Wačetína (* asi 1634–1690)

- 1691–1699 Karel Ferdinand Horzecky

- 1699–1703 Matěj Jan Jelínek (* asi 1669–1703)

- 1703–1706 Jan Jiřík Svěchýn (* asi 1671–1706)

- 1706–1712 Bohuslav Matyáš

- 1712–1714 Václav Antonín Kuřík (1684–1714)

- 1714–1721 Jan František Müller

- 1721–1730 Antonín Josef Scholz

- 1730–1732 Jakob Sigismund Schmucker (* asi 1692–1732)

- 1732 Josef Adalbert Zdiarsky

- 1732–1741 Jan Václav Baltazar

- 1742–1774 Vojtěch Damian Rozwoda († 1774)

- 1774 Karel Krschniak (* asi 1740–?)

- 1774–1814 Václav Jan Mohelnický (* asi 1742–1814)

- 1814 Jan Peikert (1782–1855)

- 1814–1819 Jan Jelínek (* asi 1744–1819)

- 1819–1847 Jan Peikert (1782–1855)

- 1847 Josef Štandera (1814–1859)

- 1847–1857 Jan Alois Dusil (1793–1857)

- 1857–1858 František Šolc (1824–1882)

- 1858–1879 Karel Novák (1815–1879)

- 1879–1902 Jan Urban (1844–1902)

- 1902–1903 Eduard Kasal (1875–?)

- 1903–1933 Václav Hvězda (1864–1933)

- 1933-1934 Jan Kuchta (1896–1968)

- 1934 Jan Just (1902–?)

- 1934–1952 Ladislav Honsnejman (1904–1969)

- 1952–1992 ThDr. Alois Sedlařík (1915–2005), administrátor, okrskový vikář rychnovského vikariátu

- 1992–1994 František Makovec (* 1956)

- 1994–1999 Pavel Mistr (* 1965)

- 1999–2002 Arnošt Jílek (1958–2019)

- 2002–2014 Ing. Jiří Mára (* 1938), administrátor, od roku 2008 farář
- od 2014 ThDr. Paweł Nowatkowski (* 1962), farář

### Současnost
Farnost má sídelního duchovního správce, který je zároveň administrátorem excurrendo farností Kostelec nad Orlicí a Rybná nad Zdobnicí. Od roku 2014 je jím okrskový vikář rychnovského vikariátu ThDr. Paweł Nowatkowski, pastorační asistentkou je Iva Bergerová.
| Kostel                         | Místo    | Bohoslužba                              | Bohoslužba             | Poznámka        |
| ------------------------------ | -------- | --------------------------------------- | ---------------------- | --------------- |
| Kaple Panny Marie              | Jahodov  | neslouží se pravidelně                  | neslouží se pravidelně | kaple           |
| Kostel svatého Vavřince        | Potštejn | neděle čtvrtek                          | 11.00 18.00            | filiální kostel |
| Kaple svatého Jana Nepomuckého | Potštejn | neslouží se pravidelně                  | neslouží se pravidelně | hradní kaple    |
| Kostel svatého Marka           | Potštejn | 1. sobota v měsíci (od května do října) | 18.00                  | filiální kostel |
| Kostel svatého Prokopa         | Vamberk  | neděle úterý středa pátek sobota        | 09.30 08.00 18.00      | farní kostel    |
| Kostel svaté Barbory           | Vamberk  | 2. sobota v měsíci (od května do října) | 18.00                  | filiální kostel |